# Savane tropicale de la péninsule du Cap York
Localisation
La savane tropicale de la péninsule du Cap York est une écorégion terrestre définie par le Fonds mondial pour la nature (WWF), qui recouvre la péninsule du Cap York dans le Queensland australien. Elle appartient au biome des prairies, savanes et brousses tropicales et subtropicales de l'écozone australasienne.